# كوستاليكسيس (فثيوتيس)
كوستاليكسيس (Κωσταλέξης) هي مدينة في فثيوتيس في مقاطعة كينتريكي إلادا في اليونان.